# 오아시스 오브 더 시스
MS 오아시스 오브 더 시스(영어: Oasis of the seas)는 로얄캐리비안 인터내셔널의 오아시스급 크루즈 선이다.
MS 오아시스 오브 더 시스(Oasis of the Seas)는 오아시스급 여객선으로 2009년 10월부터 로얄 캐리비안 크루즈 사에서 운항중이다. 자매선으로는 MS 얼루어 오브 더 시스(Allure of the Seas),하모니 오브 더 시스(Harmony of the Seas),심포니 오브 더 시스(Symphony of the Seas),원더 오브 더 시스(Wonder of the Seas)가 있다. 미국 플로리다주 포트로더레일(Fort Lauderdale)의 에버글레이즈 항을 모항으로 하고 있다. 6,000 명 이상의 탑승자를 수용한 기록을 가지고 있다.
이 함은 프리덤 급 함을 뛰어넘어 최고 규모를 가지고 있는 배였으나 현재는 MS 원더 오브 더 시스 함(Wonder of the Seas)에게 최고 자리의 영예를 내주었다.